# Аустис
Ау̀стис (на италиански и на сардински: Austis) е село и община в Южна Италия, провинция Нуоро, автономен регион и остров Сардиния. Разположено е на 737 m надморска височина. Населението на общината е 881 души (към 2010 г.).